# 旁聽
旁聽指的是學生學習一门课程時，教師不对学生的表现进行评估，學生也不會有這門課程的成绩。此時對於旁聽的學生來說教師只是純粹教授知識給他。有些学生只是为了學習知識、自我充实和学术探索而旁听课程，他們並沒有打算獲得学分。 